# 韋塔斯

韋塔斯（西班牙語：Vetas），是哥倫比亞的城鎮，位於該國東北部桑坦德省，距離布卡拉曼加92公里，始建於1555年7月16日，面積452平方公里，海拔高度3,350米，2005年人口2,349，人口密度每平方公里25.26人。
7°20′00″N 72°52′00″W / 7.33333°N 72.8667°W